# إيمانويل كوني
كوواماتين إيمانويل كوني (بالفرنسية: Emmanuel Koné) (مواليد 31 ديسمبر 1986 في أبونغووا) لاعب كرة قدم عاجي يلعب حاليا لصالح نادي كلوج الروماني .

## روابط خارجية
- إيمانويل كوني على موقع الاتحاد الدولي (مؤرشف)  (الإنجليزية)
- إيمانويل كوني على موقع قاعدة بيانات كرة القدم.إي يو (الإنجليزية)
- إيمانويل كوني على موقع ناشيونال فوتبول تيمز (الإنجليزية)
- إيمانويل كوني على موقع Soccerway.com (الإنجليزية)
- إيمانويل كوني على موقع عالم كرة القدم.نت (الإنجليزية)
- إيمانويل كوني على موقع أوليمبيديا (الإنجليزية)